# 체이즈 라이트 베넥
체이즈 라이트 베넥(Chase Wright Vanek, 1996년 6월 27일 ~ )은 미국의 배우이다.
미국에서 태어났다.

## 영화
- 디시전스 (2011년)
- 디어 레몬 리마 (2009년)
- H2: 어느 살인마의 가족 이야기 (2009년) - 어린 마이클 역